# 3 augustus
3 augustus is de 215de dag van het jaar (216de in een schrikkeljaar) in de gregoriaanse kalender. Hierna volgen nog 150 dagen tot het einde van het jaar.

## Gebeurtenissen
- Algemeen
  - 1492 - Columbus vertrekt met drie schepen om Indië te vinden langs de westelijke route.
  - 1720 - Brand in het Louvre: de werkplaats van André-Charles Boulle gaat in vlammen op.
  - 1993 - Het Peruaanse Congres besluit dat de doodstraf mag worden toegepast op verdachten van terroristische activiteiten.
  - 2014 - Bij een zware aardbeving in de Chinese provincie Yunnan vallen zeker 175 dodelijke slachtoffers.
  - 2015 - In Alphen aan den Rijn vallen twee bouwkranen met brugdeel om op vier huizen, een café en twee winkels, een hond komt daarbij om het leven en er is een lichtgewonde.
  - 2019 - In El Paso schiet een blanke 21-jarige man in een winkelcentrum 20 willekeurige personen dood. De nacht erop schiet een 24-jarige blanke man in Dayton 9 mensen dood, onder wie zijn zus. De dader komt zelf ook om het leven tijdens zijn vlucht.

- Oorlog
  - 881 - Slag bij Saucourt: Het Frankische leger onder leiding van koning Lodewijk III verslaat bij Abbeville de Deense Vikingen die Vlaanderen onveilig maken.
  - 1692 - Tijdens de Negenjarige Oorlog komt het tot een veldslag nabij Steenkerke in Henegouwen. Het Franse leger verslaat de geallieerde troepen.
  - 1914 - Duitsland verklaart de oorlog aan Frankrijk en vraagt het neutrale België om doorgang (Von Schlieffenplan). België weigert.
  - 1914 - (Italië) - De regering in Rome verklaart zich neutraal en weigert aan de oorlog te gaan deelnemen aan de zijde van de andere partners in het Drievoudig Verbond, Duitsland en Oostenrijk-Hongarije.
- Politiek
  - 2012 - Wit-Rusland heeft de ambassadeur van Zweden het land uitgezet wegens zijn steun aan de democratische beweging, meldt de Zweedse minister van Buitenlandse Zaken, Carl Bildt.
  - 2016 - Het ANC van president Jacob Zuma krijgt bij lokale verkiezingen in Zuid-Afrika zware klappen. De partij verliest onder meer de macht in de metropool Tshwane, waar de bestuurlijke hoofdstad Pretoria het hart van vormt.
- Religie
  - 435 - Keizer Theodosius II verbant Nestorius van Constantinopel naar een klooster in een van de Westelijke Oases van Egypte.
  - 1134 - De Abdij van Berne wordt gesticht door de abt van de Norbertijnerabdij van Mariënweerd en Andries van Cuijk, bisschop van Utrecht.
  - 1789 - Paus Pius VI creëert één nieuwe kardinaal.
- Sport
  - 1947 - Theo Middelkamp wordt in Reims de eerste Nederlandse wereldkampioen wielrennen op de weg.
  - 1978 - Opening van de elfde Gemenebestspelen in Edmonton met de deelname van 1474 atleten afkomstig uit 46 landen.
  - 1981 - John McEnroe lost de Zweed Björn Borg voor de vierde keer af als nummer één op de wereldranglijst der tennisprofessionals. De Amerikaan houdt ditmaal 58 weken stand.
  - 1992 - De Nederlandse atlete Ellen van Langen wint goud op de 800m op de Olympische Spelen in Barcelona.
  - 1994 - PSV Eindhoven contracteert de 17-jarige voetballer Ronaldo. Hij kost de club uit Eindhoven 10,8 miljoen gulden.
  - 2008 - De Engelsman Craig Jones komt ten val tijdens de Supersport Motorrace op Brands Hatch in Londen, diezelfde nacht overlijdt hij.
  - 2011 - Na 21 jaar neemt de Nederlandse doelverdediger Edwin van der Sar afscheid van het betaalde voetbal, tijdens een afscheidswedstrijd in de Amsterdam ArenA.
  - 2013 - Achilles '29 debuteert als eerste amateurvoetbalclub in het betaald voetbal in de wedstrijd tegen FC Emmen. De wedstrijd eindigt in 2-2.
  - 2014 - KNVB Bekerwinnaar PEC Zwolle verslaat in Amsterdam met 1-0 landskampioen AFC Ajax en wint daardoor voor de eerste keer de Johan Cruijff Schaal.
- Wetenschap en technologie
  - 1596 - De Duitse astronoom David Fabricius neemt lichtvariaties waar in de ster Mira.
  - 1858 - Eerste kabeltelegrammen tussen Amerika en Europa.
  - 1958 - De Amerikaanse kernonderzeeër USS Nautilus vaart als eerste onder het Noordpoolijs door.
  - 2004 - Lancering van het MESSENGER (MErcury Surface, Space ENvironment, GEochemistry and Ranging) ruimtevaartuig met een Delta II raket vanaf Cape Canaveral Air Force Station naar de planeet Mercurius.[1]
  - 2022 - ESA maakt bekend dat het afziet van verdere pogingen tot herstel van het SAR onderdeel van de Sentinel-1B satelliet waarmee de missie van de satelliet voorbij is. Het getroffen onderdeel heeft sinds 23 december 2021 te maken met een probleem in de stroomvoorziening.[2]
  - 2023 - Lancering met een Lange Mars 4C raket van China Aerospace Science Corporation (CASC) vanaf lanceerbasis Jiuquan SLS-2 van de Fengyun-3F missie met de gelijknamige weersatelliet, die neerslag meet.[3]
  - 2023 - Lancering van een Falcon 9 raket van SpaceX vanaf Kennedy Space Center Lanceercomplex 40 voor de Galaxy 37 missie met een communicatiesatelliet van Intelsat.[4]

## Geboren

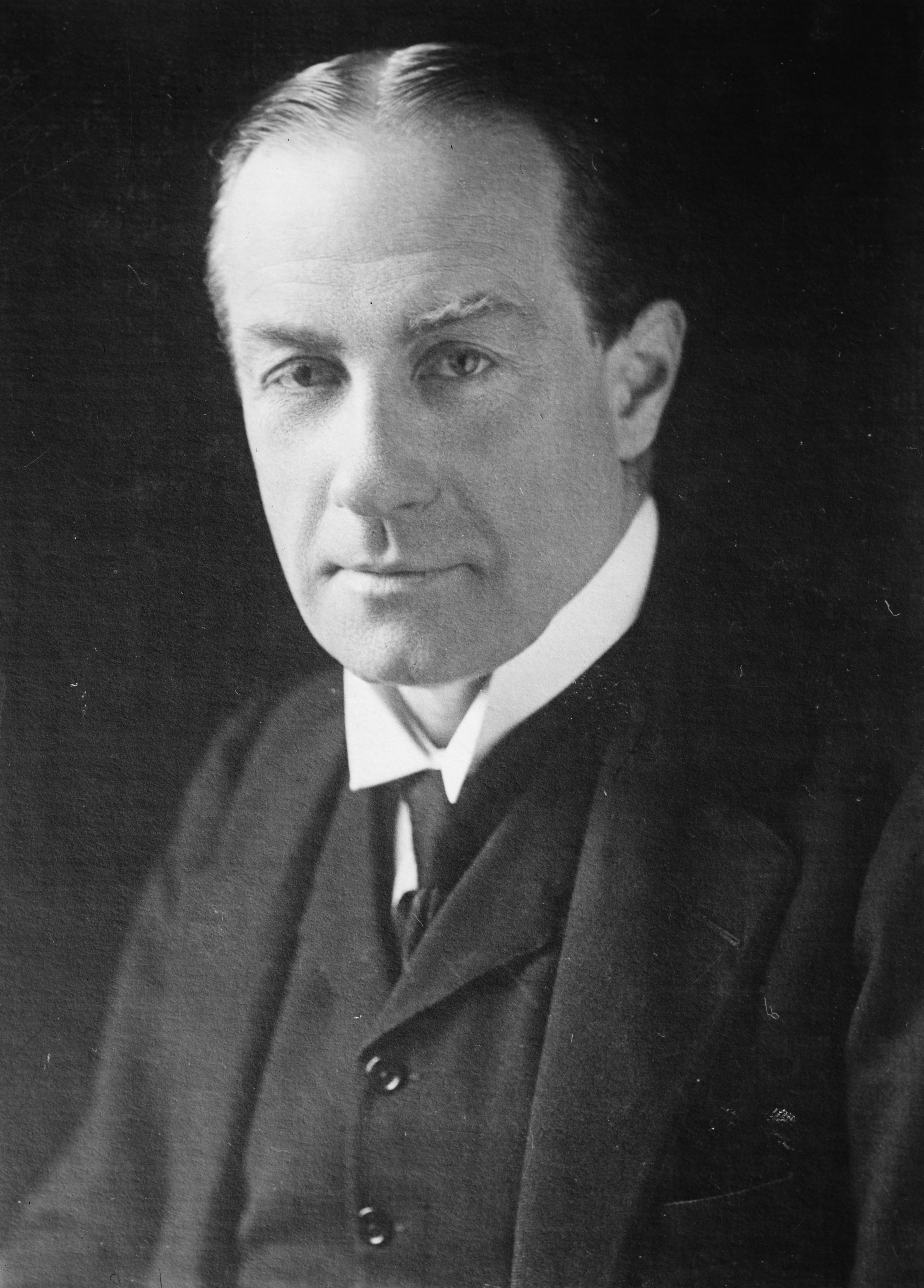
Stanley Baldwin,
geboren in 1867

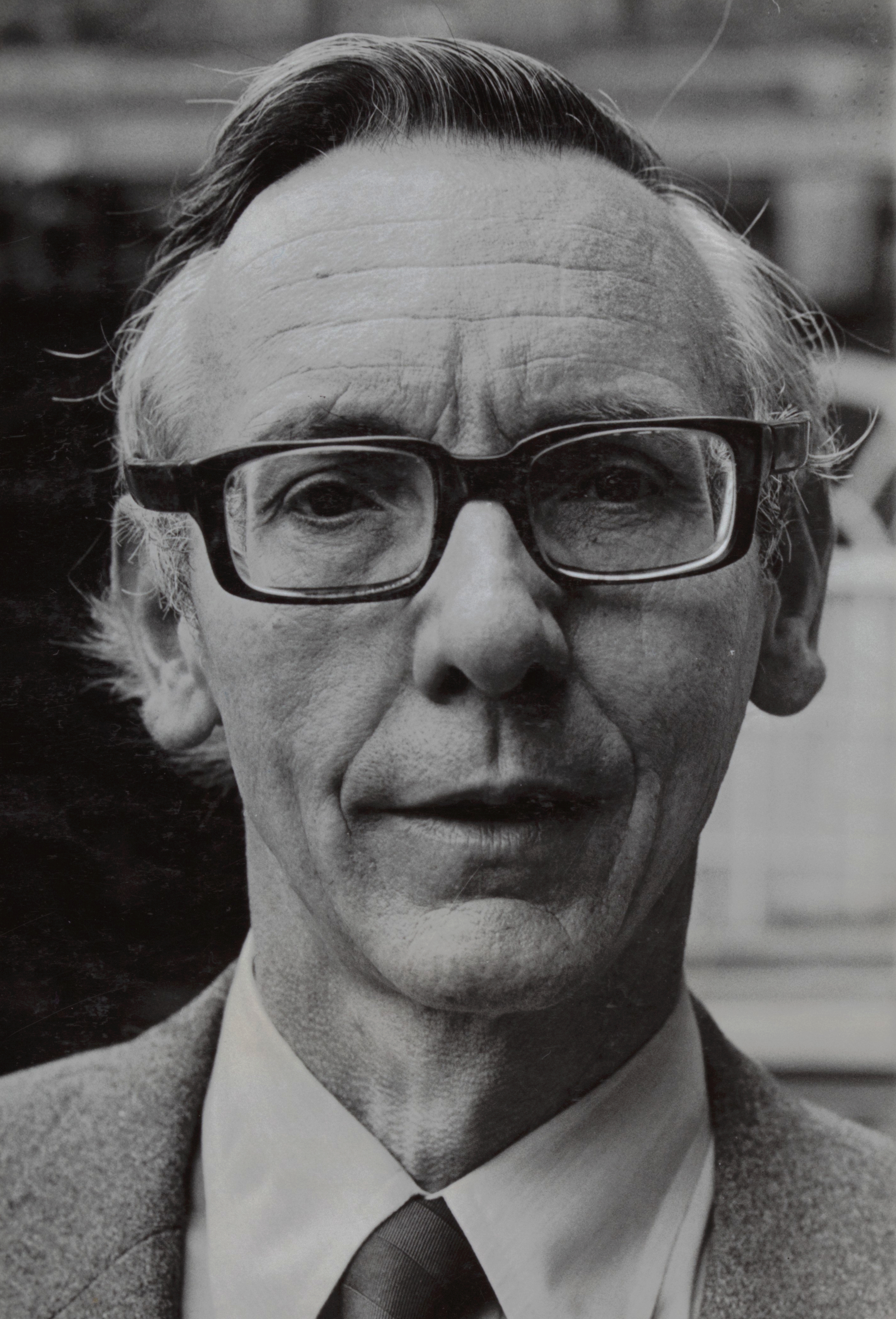
Max van der Stoel,
geboren in 1924

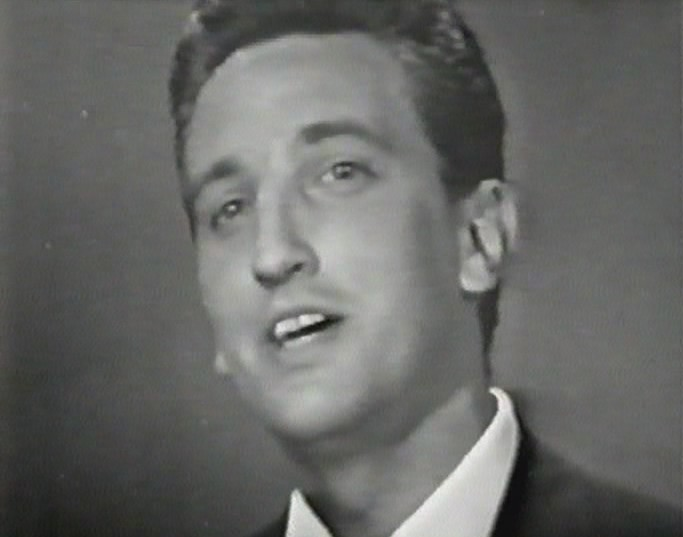
Vice Vukov,
geboren in 1936

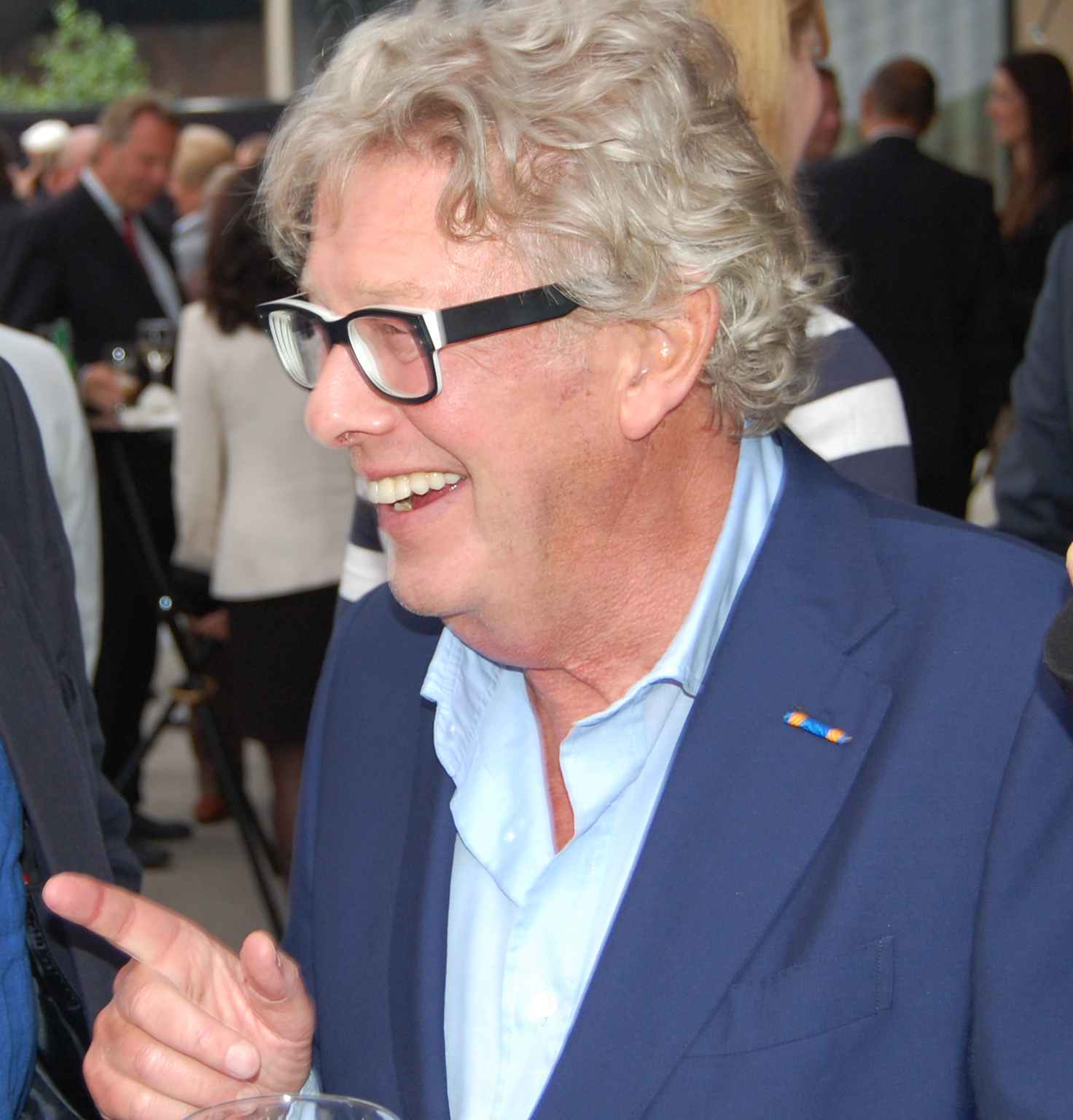
Jan des Bouvrie,
geboren in 1942

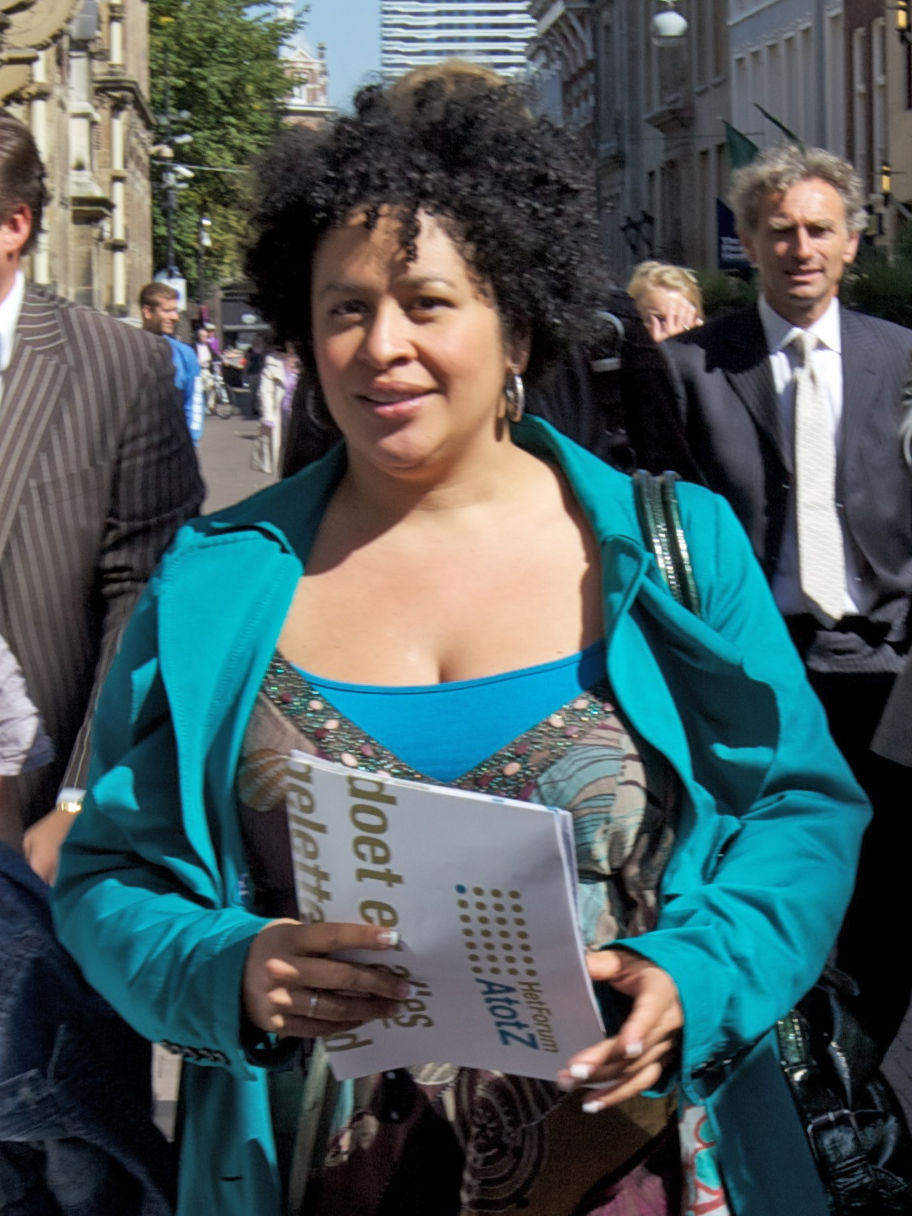
Tania Kross,
geboren in 1976

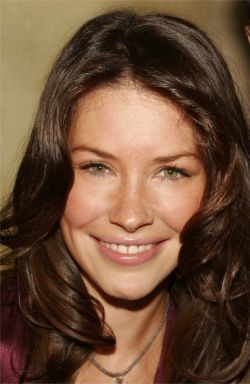
Evangeline Lilly,
geboren in 1979

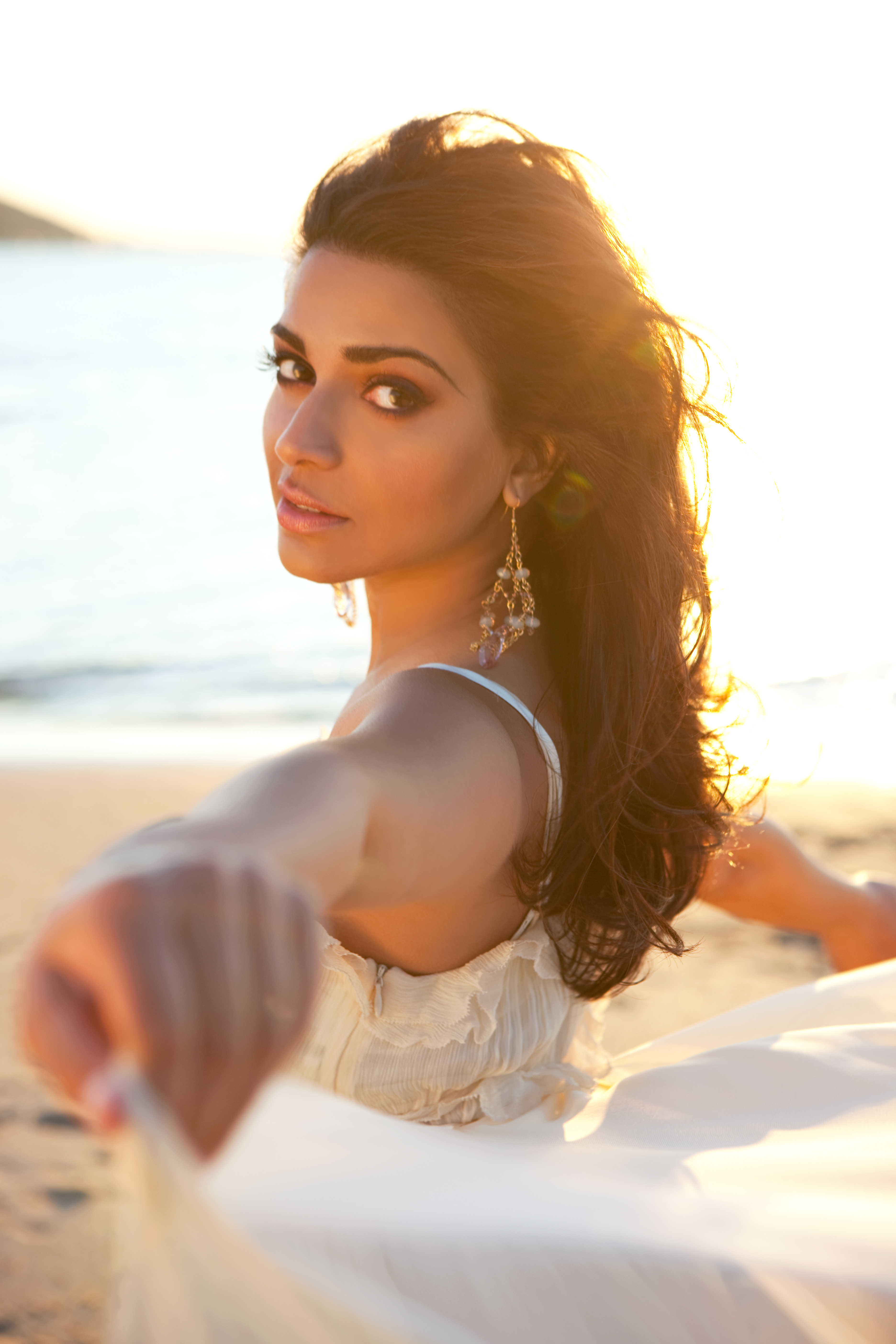
Nadia Ali,
geboren in 1980

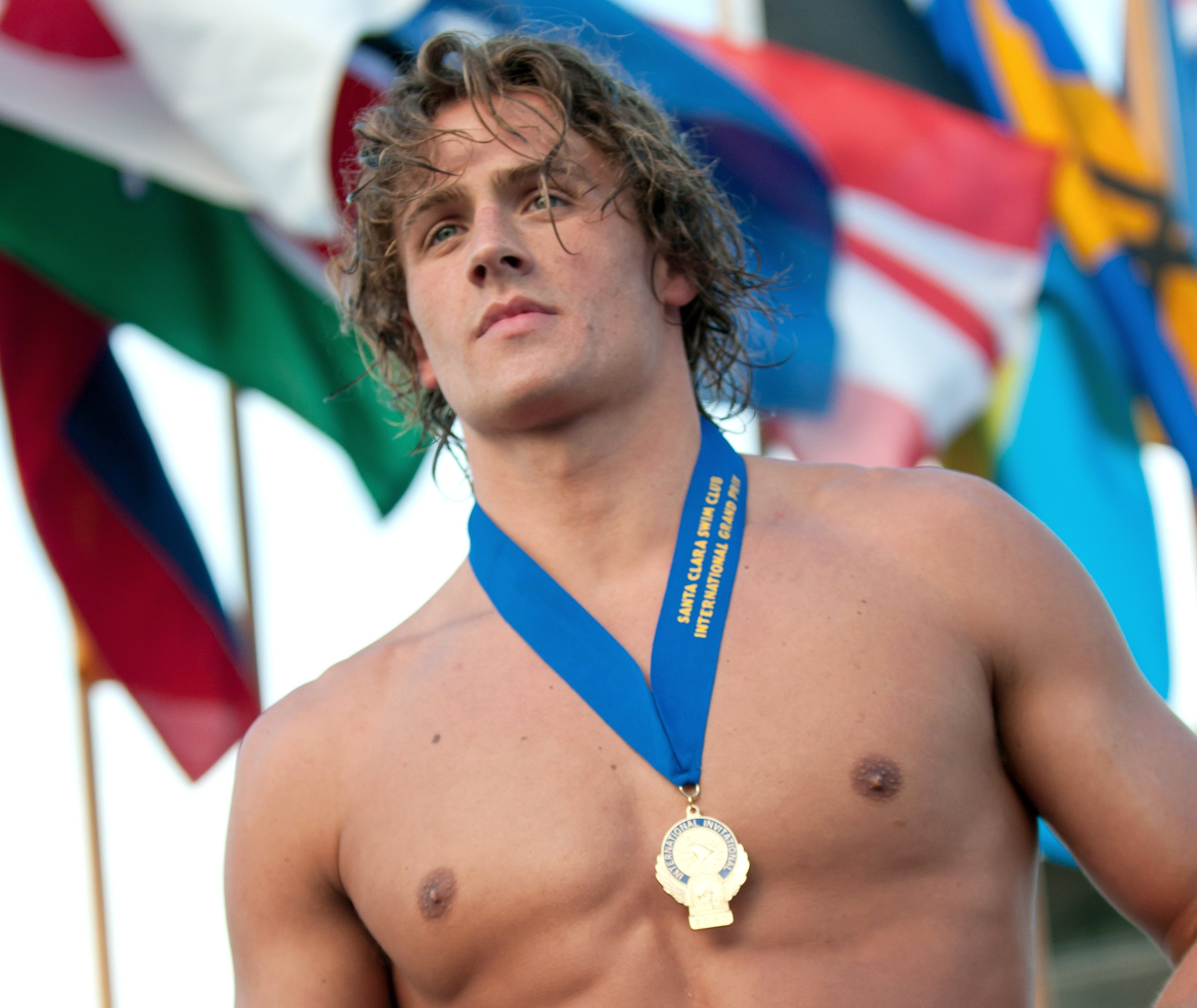
Ryan Lochte,
geboren in 1984

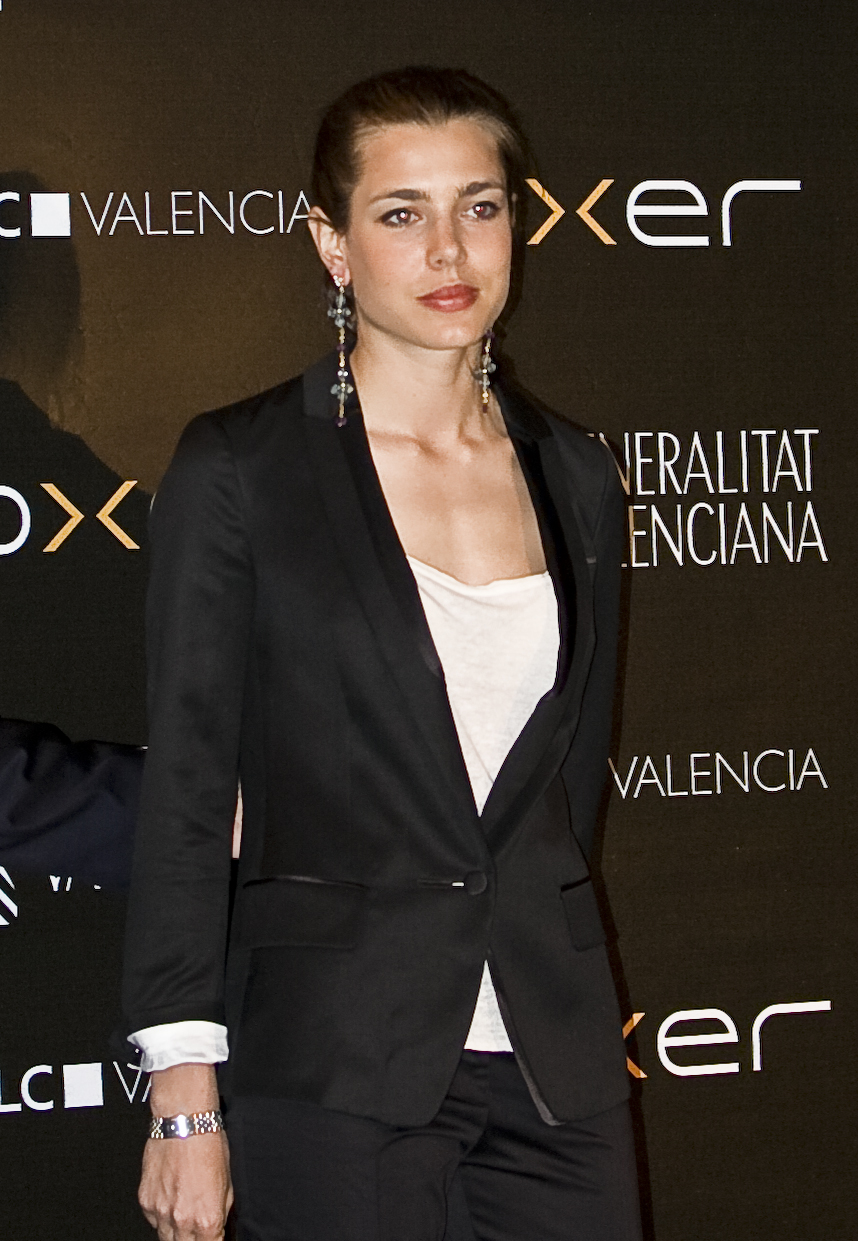
Charlotte Casiraghi,
geboren in 1986

- 1766 - Kurt Sprengel, Pruisisch botanicus (overleden 1833)
- 1770 - Frederik Willem III, koning van Pruisen (overleden 1840)
- 1777 - Josephus Augustus Knip, Nederlands kunstschilder (overleden 1847)
- 1790 - John Cockerill, Brits-Belgisch industrieel (overleden 1840)
- 1811 - Elisha Otis, Amerikaans uitvinder (overleden 1861)
- 1817 - Albrecht van Oostenrijk-Teschen, aartshertog van Oostenrijk (overleden 1895)
- 1832 - Ivan Zajc, Kroatisch componist, muziekpedagoog en dirigent (overleden 1914)
- 1850 - Paul Adriaan Daum, Nederlands(-Indisch) journalist, toneel- en romanschrijver (overleden 1898)
- 1852 - Domenico Serafini, Italiaans curiekardinaal (overleden 1918)
- 1867 - Stanley Baldwin, Brits politicus (overleden 1947)
- 1884 - Josias Braun-Blanquet, Zwitsers botanicus (overleden 1980)
- 1887 - Rupert Brooke, Engels dichter (overleden 1915)
- 1894 - Johannes Henricus van Maarseveen, Nederlands politicus (overleden 1951)
- 1896 - Artur Marczewski, Pools voetballer (overleden 1945)
- 1899 - Louis Chiron, Monegaskisch autocoureur (overleden 1979)
- 1901 - Stefan Wyszyński, Pools kardinaal-aartsbisschop van Gniezno en Warschau (overleden 1981)
- 1902 - Regina Jonas, Duits rabbijn; eerste vrouwelijke rabbijn in de geschiedenis (overleden 1944)
- 1903 - Habib Bourguiba, Tunesisch politicus, president van de Republiek Tunesië 1957-1987 (overleden 2000)
- 1906 - Leonhard Huizinga, Nederlands schrijver (overleden 1980)
- 1907 - Yang Shangkun, Chinees leider en president (overleden 1998)
- 1911 - Jos De Saeger, Belgisch politicus (overleden 1998)
- 1911 - Koos Landwehr, Nederlands hovenier en botanisch tekenaar (overleden 1996)
- 1912 - Ab van Bemmel, Nederlands bokser (overleden 1986)
- 1912 - Fritz Hellwig, Duits politicus (overleden 2017)
- 1913 - Jan Dommering, Nederlands voetballer (overleden 1997)
- 1914 - Ke Riema, Belgisch tekstschrijfster (overleden 2013)
- 1916 - Ben Moerkoert, Nederlands vliegenier (overleden 2007)
- 1916 - José Manuel Moreno, Argentijns voetballer (overleden 1978)
- 1918 - Cheng Kaijia, Chinees kernfysicus en ingenieur (overleden 2018)
- 1920 - P.D. James, Brits detectiveschrijfster (overleden 2014)
- 1921 - Richard Adler, Amerikaans componist, tekstschrijver en producer (overleden 2012)
- 1922 - Robert Prévot, Belgisch atleet
- 1923 - Leon Clum, Amerikaans autocoureur (overleden 1990)
- 1924 - Max van der Stoel, Nederlands minister (overleden 2011)
- 1924 - Leon Uris, Amerikaans schrijver (overleden 2003)
- 1925 - Guy Degrenne, Frans ondernemer (overleden 2006)
- 1925 - Alain Touraine, Frans socioloog (overleden 2023)
- 1926 - Tony Bennett, Amerikaans zanger (overleden 2023)
- 1927 - Piet van Zeil, Nederlands politicus (overleden 2012)
- 1930 - Leen Jansen, Nederlands bokser (overleden 2014)
- 1930 - Marcel Storme, Belgisch politicus en hoogleraar (overleden 2018)
- 1933 - Hugo Walker, Nederlands sportverslaggever (overleden 2015)
- 1934 - Wim Offeciers, Belgisch journalist
- 1934 - Jonas Savimbi, Angolees verzetsstrijder (overleden 2002)
- 1936 - Juvénal Habyarimana, Rwandees president (overleden 1994)
- 1936 - Vincent Monnikendam, Nederlands documentairemaker (overleden 2024)
- 1936 - Vice Vukov, Kroatisch zanger en politicus (overleden 2008)
- 1937 - Peter van Gestel, Nederlands auteur (overleden 2019)
- 1937 - Agnes de Haas, Nederlands schrijfster (overleden 2008)
- 1940 - Gerard Alsteens (Gal), Belgisch tekenaar
- 1940 - Oscar de Savornin Lohman, Nederlands rechter
- 1940 - Martin Sheen, Amerikaans acteur
- 1941 - Hage Geingob, Namibisch politicus (overleden 2024)
- 1941 - Grzegorz Rosiński, Pools-Belgisch striptekenaar
- 1941 - Martha Stewart, Amerikaans zakenmagnaat, auteur en redacteur
- 1942 - Jan des Bouvrie, Nederlands binnenhuisarchitect (overleden 2020)
- 1942 - Hugo Simon, Oostenrijks springruiter
- 1943 - Christina Bernadotte, prinses van Zweden
- 1943 - Krisztina de Châtel, Nederlands-Hongaars choreografe (overleden 2025)
- 1944 - Antoon Hurkmans, Nederlands emeritus bisschop van 's-Hertogenbosch
- 1944 - Cas Janssens, Nederlands voetballer (overleden 2024)
- 1945 - Floyd McClung, Amerikaans schrijver en zendeling (overleden 2021)
- 1946 - Daniël Bracke (Danny Sinclair), Belgisch zanger (overleden 2023)
- 1946 - Jack Straw, Brits Labourpoliticus
- 1946 - Jacques Teugels, Belgisch voetballer (overleden 2024)
- 1946 - Ti Lung, Chinees acteur
- 1946 - Syreeta Wright, Amerikaans soulzangeres en -songschrijfster (overleden 2004)
- 1948 - Jean-Pierre Raffarin, Frans premier (2002-2005)
- 1950 - Waldemar Cierpinski, Oost-Duits atleet
- 1950 - Gerard Hiwat, Surinaams politicus en diplomaat
- 1951 - Jay North, Amerikaans acteur (overleden 2025)
- 1952 - Osvaldo Ardiles, Argentijns voetballer en voetbaltrainer
- 1953 - Ian Bairnson, Brits muzikant (overleden 2023)
- 1953 - Paulo Isidoro de Jesus, Braziliaans voetballer
- 1955 - Corey Burton, Amerikaans stemacteur
- 1955 - William Nachtegael, Belgisch atleet
- 1956 - Susan Fernandez, Filipijns zangeres en activiste
- 1957 - Bodo Rudwaleit, Oost-Duits voetballer
- 1958 - Wim Rijken, Nederlands acteur, zanger en presentator (overleden 2022)
- 1959 - John C. McGinley, Amerikaans acteur
- 1960 - Henk Baars, Nederlands wielrenner
- 1960 - Kim Milton Nielsen, Deens voetbalscheidsrechter
- 1961 - Lee Rocker, Amerikaans musicus
- 1963 - James Hetfield, Amerikaans muzikant
- 1964 - Elles Voskes, Nederlands zwemster
- 1966 - Ljoedmila Borisova, Sovjet-Russisch/Russisch atlete
- 1966 - Brent Butt, Canadees stand-upcomedian, acteur en schrijver
- 1966 - Greg Ray, Amerikaans autocoureur
- 1967 - Álex Cevallos, Ecuadoriaans voetballer
- 1967 - Mathieu Kassovitz, Frans filmregisseur, scenarioschrijver en acteur
- 1967 - Skin, Brits zangeres
- 1968 - Johan De Win, Belgisch dirigent, muziekpedagoog en hoornist
- 1970 - Stephen Carpenter, Amerikaans gitarist
- 1970 - Gina G, Australisch zangeres
- 1970 - Cindy Pielstroom, Nederlands fotomodel, televisiepresentatrice en onderneemster
- 1971 - Kozo Hosokawa, Japans voetballer
- 1971 - Pascal Renier, Belgisch voetballer
- 1971 - Kazuaki Tasaka, Japans voetballer
- 1972 - Maxsandro Barbosa de Oliveira, Braziliaans voetballer
- 1972 - Brigid Brannagh, Amerikaans actrice
- 1972 - Christian Keller, Duits zwemmer
- 1972 - Marc Kinchen, Amerikaans houseproducer
- 1973 - Jay Cutler, Amerikaans professioneel bodybuilder
- 1973 - Nikos Dabizas, Grieks voetballer
- 1973 - Michael Ealy, Amerikaans acteur
- 1973 - Stephen Graham, Brits acteur
- 1973 - Johan Vandevelde, Belgisch schrijver
- 1974 - Francisco Javier García Pimienta, Spaans voetballer en voetbalcoach
- 1974 - Rick Hooijboer, Nederlands voetballer
- 1974 - Andreas Schifferer, Oostenrijks alpineskiër
- 1975 - Felix Brych, Duits voetbalscheidsrechter
- 1975 - Yoyo Mung Ka-Wai, Hongkongs actrice
- 1976 - Cindy Dolenc, Canadees actrice
- 1976 - Tania Kross, Nederlands mezzosopraan
- 1977 - Tom Brady, Amerikaans Americanfootballspeler
- 1977 - Óscar Pereiro, Spaans wielrenner
- 1977 - Rui Silva, Portugees atleet
- 1978 - Rati Aleksidze, Georgisch voetballer
- 1978 - Collin Benjamin, Namibisch voetballer
- 1978 - Jean-Nicolas Billot, Frans golfspeler
- 1978 - Ellery Cairo, Nederlands voetballer
- 1978 - Kurt Van Dooren, Belgisch voetballer
- 1978 - Juan Carlos Higuero, Spaans atleet
- 1978 - Mariusz Jop, Pools voetballer
- 1978 - Wilburt Need, Nederlands voetbaldoelman
- 1979 - Evangeline Lilly, Canadees actrice en fotomodel
- 1979 - Maria Mittet, Noors zangeres
- 1980 - Nadia Ali, Pakistaans-Amerikaans zangeres
- 1980 - Bruno Corte Real, Portugees voetballer
- 1980 - Albert Kraus, Nederlands kickbokser
- 1980 - Sacha Rohmann, Luxemburgs voetballer
- 1980 - Paulus Roiha, Fins voetballer
- 1982 - Jelena Soboleva, Russisch atlete
- 1983 - Giorgia Bronzini, Italiaans wielrenster
- 1983 - Juan Pablo Forero, Colombiaans wielrenner
- 1983 - Tord Asle Gjerdalen, Noors langlaufer
- 1984 - Kasper Andersen, Deens autocoureur
- 1984 - Sunil Chhetri, Indiaas voetballer
- 1984 - Jon Foster, Amerikaans acteur
- 1984 - Mile Jedinak, Australisch voetballer
- 1984 - Andrea Kreuzer, Oostenrijks kunstschaatsster
- 1984 - Ryan Lochte, Amerikaans zwemmer
- 1984 - Andrea Orlandi, Spaans voetballer
- 1985 - Arne Baeck, Belgisch acteur
- 1985 - Rubén Limardo, Venezolaans schermer
- 1986 - Charlotte Casiraghi, dochter van prinses Caroline van Monaco
- 1986 - Darja Domratsjeva, Wit-Russisch biatlete
- 1986 - Patrick Duarte, Nederlands voetballer
- 1986 - Andrew McFarlane, Amerikaans acteur
- 1987 - Cesare Benedetti, Italiaans-Pools wielrenner
- 1987 - Stanton Lewis, Zuid-Afrikaans voetballer
- 1987 - Gary Medel, Chileens voetballer
- 1987 - Mandy Mulder, Nederlands zeilster
- 1988 - Jeffrey Sarpong, Nederlands voetballer
- 1988 - Fabio Scozzoli, Italiaans zwemmer
- 1989 - Jules Bianchi, Frans autocoureur (overleden 2015)
- 1989 - Ricky Taylor, Amerikaans autocoureur
- 1989 - Nick Viergever, Nederlands voetballer
- 1990 - Benjamin André, Frans voetballer
- 1990 - Silvan Dillier, Zwitsers wielrenner
- 1990 - Auriol Dongmo, Kameroens/Portugees atlete
- 1990 - Jourdan Dunn, Brits model
- 1990 - Bastien Midol, Frans freestyleskiër
- 1990 - Haruka Tachimoto, Japans judoka
- 1991 - Mayra Aguiar, Braziliaans judoka
- 1992 - Oliver Buff, Zwitsers voetballer
- 1992 - Gamze Bulut, Turks atlete
- 1992 - Colin Coosemans, Belgisch voetballer
- 1992 - Frits Dantuma, Nederlands voetballer
- 1992 - Karlie Kloss, Amerikaans model
- 1992 - Lum Rexhepi, Fins voetballer
- 1993 - Nicklas Pedersen, Deens wielrenner
- 1993 - Matteo Politano, Italiaans voetballer
- 1993 - Fabian Sporkslede, Nederlands voetballer
- 1993 - Jannik Vestergaard, Deens voetballer
- 1994 - Endogan Adili, Zwitsers voetballer
- 1994 - Corentin Tolisso, Frans voetballer
- 1995 - Ahmed El Messaoudi, Belgisch voetballer
- 1995 - Li Haotong, Chinees golfspeler
- 1995 - Vojtěch Štursa, Tsjechisch schansspringer
- 1995 - Kenta Yamashita, Japans autocoureur
- 1997 - Ted Evetts, Engels darter
- 1997 - Justin Ress, Amerikaans zwemmer
- 1999 - Brahim Díaz, Spaans voetballer
- 1999 - Márk Jedlóczky, Hongaars autocoureur
- 1999 - Nemo Mettler, Zwitsers rapper en zanger
- 2000 - Tony Arbolino, Italiaans motorcoureur
- 2001 - Nicole Stoop, Nederlands voetbalster
- 2005 - Albína Goretkiová, Tsjechisch voetbalster

## Overleden

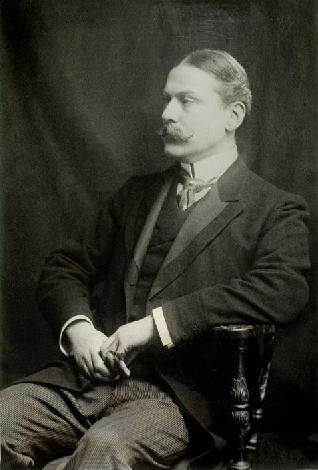
Maarten Maartens,
overleden in 1915

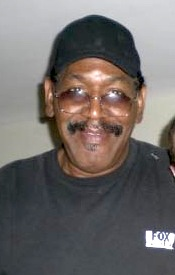
Bubba Smith,
overleden in 2011

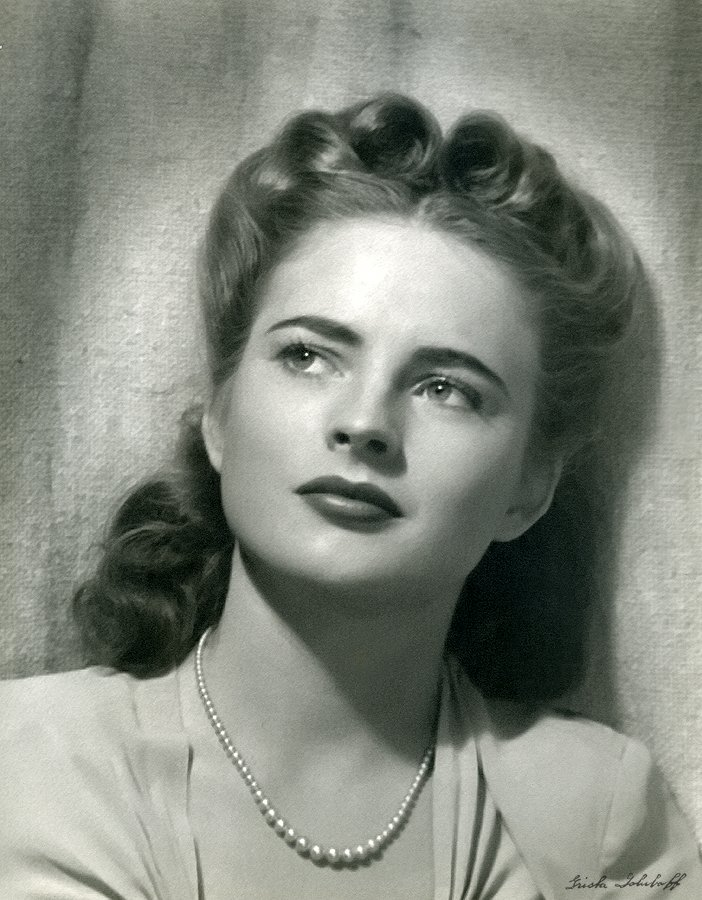
Coleen Gray,
overleden in 2015

- 1720 - Anthonie Heinsius (78), Nederlands politicus
- 1773 - Stanisław Konarski (72), Pools educatief hervormer, politiek schrijver
- 1806 - Michel Adanson (79), Frans botanicus, natuurvorser en mycoloog
- 1838 - Nikolaas-Jan Rouppe (69), Belgisch politicus
- 1857 - Eugène Sue (53), Frans schrijver
- 1884 - Paul Abadie (72), Frans architect
- 1894 - George Inness (69), Amerikaans kunstschilder
- 1915 - Maarten Maartens (56), Engelstalig Nederlands schrijver
- 1917 - Ferdinand Georg Frobenius (68), Duits wiskundige
- 1918 - Albert Hahn (41), Nederlands tekenaar
- 1927 - Edward B. Titchener (60), Amerikaans psycholoog
- 1929 - Emile Berliner (78), Duits-Amerikaans elektrotechnicus en uitvinder
- 1936 - Fulgence Bienvenüe (84), Frans ingenieur
- 1942 - Richard Willstätter (69), Duits scheikundige
- 1946 - Johannes Esser (69), Nederlands chirurg, schaker en kunstverzamelaar
- 1958 - Peter Collins (26), Brits autocoureur
- 1958 - Pierre Massy (58), Nederlands voetballer
- 1963 - Lamme Benenga (77), Nederlands zwemmer
- 1966 - Lenny Bruce (40), Amerikaans stand-upcomedian
- 1968 - Xavier Lesage (82), Frans ruiter
- 1968 - Konstantin Rokossovski (71), Pools politicus
- 1975 - Annie Bos (88), Nederlands actrice
- 1979 - Alfredo Ottaviani (88), Italiaans curiekardinaal
- 1982 - Bernardo Ashetu (53), Surinaams dichter
- 1986 - Paul de Groot (87), Nederlands communist
- 2002 - Carmen Silvera (80), Brits actrice
- 2003 - Huub Franssen (86), Nederlands politicus
- 2004 - Henri Cartier-Bresson (95), Frans fotograaf
- 2004 - Antoon van Hooff (67), Nederlands dierentuindirecteur en televisiepresentator
- 2005 - Dick Heyward (90), Australisch voorman van Unicef
- 2005 - Joghem van Loghem (90), Nederlands immunoloog
- 2006 - Arthur Lee (63), Afro-Amerikaans zanger
- 2006 - Elisabeth Schwarzkopf (90), Duits-Brits sopraan en operazangeres
- 2007 - John Gardner (80), Engels anglicaans priester, journalist, theatercriticus en schrijver
- 2008 - Anton Allemann (72), Zwitsers voetballer
- 2008 - Aleksandr Solzjenitsyn (89), Russisch schrijver
- 2009 - Ferdi Elsas (66), Nederlands ontvoerder en moordenaar van Gerrit Jan Heijn
- 2010 - Bobby Hebb (72), Amerikaans zanger
- 2011 - Luis Santos (87), Filipijns politicus
- 2011 - Bubba Smith (66), Amerikaans acteur en Americanfootballspeler
- 2011 - Jozef Van Steenberge (96), Belgisch politicus en bierbrouwer
- 2014 - Edward Bede Clancy (90), Australisch kardinaal en aartsbisschop
- 2014 - Sieb Posthuma (54), Nederlands illustrator, schrijver en theatervormgever
- 2015 - Robert Conquest (98), Brits-Amerikaans dichter en historicus
- 2015 - Kenny Drew jr. (56), Amerikaans pianist
- 2015 - Coleen Gray (92), Amerikaans actrice
- 2015 - Arnold Scaasi (85), Canadees modeontwerper
- 2015 - John Zeiner (59), Nederlands kunstschilder
- 2016 - Chris Amon (73), Nieuw-Zeelands autocoureur
- 2016 - Mel Hurtig (84), Canadees uitgever
- 2016 - Suzette Verhoeven (71), Belgisch politica
- 2017 - Giovanni Benedetti (100), Italiaans bisschop
- 2017 - Robert Hardy (91), Brits acteur
- 2017 - Ángel Nieto (70), Spaans motorcoureur
- 2017 - Vilko Ovsenik (88), Sloveens componist en klarinettist
- 2018 - Tommy Peoples (70), Iers violist
- 2019 - Basil Heatley (85), Brits marathonloper
- 2019 - Wim Hoogbergen (75), Nederlands antropoloog en surinamist
- 2019 - Nikolaj Kardasjov (87), Russisch astrofysicus
- 2019 - Huibert Pollmann (72), Nederlands uitvinder
- 2020 - Marietta Joanna Bouverne (111), Belgisch honderdplusser
- 2020 - Ernesto Brambilla (86), Italiaans autocoureur
- 2020 - Shirley Ann Grau (91), Amerikaans schrijfster
- 2020 - John Hume (83), Noord-Iers politicus
- 2020 - Benito Juarez (86), Braziliaans dirigent
- 2020 - Roger De Pauw (99), Belgisch wielrenner
- 2020 - Adhe Tapontsang (87-88), Tibetaans politiek gevangene
- 2021 - Jergé Hoefdraad (35), Nederlands voetballer
- 2022 - Raymond Damadian (86), Amerikaans biofysicus
- 2022 - Ton Frinking (91), Nederlands politicus
- 2022 - Franz Marijnen (79), Belgisch toneelregisseur
- 2023 - Mark Margolis (83), Amerikaans acteur
- 2023 - Bruno Mealli (85), Italiaans wielrenner
- 2023 - Bram Moolenaar (62), Nederlands computerprogrammeur
- 2023 - Gilles Perrault (Jacques Peyroles) (92), Frans schrijver en journalist
- 2024 - Antônio Meneses (66), Braziliaans cellist
- 2024 - Mustapha Moussa (62), Algerijns bokser
- 2024 - Boudewijn Neuteboom (83), Nederlands (mode)fotograaf
- 2024 - Wim Roma (94), Nederlands zanger, tekstschrijver en componist
- 2025 - Loni Anderson (79), Amerikaans actrice
- 2025 - Stella Rimington (90), Brits veiligheidsambtenaar en auteur

## Viering/herdenking
- Niger - Onafhankelijkheidsdag (1960)
- Rooms-katholieke kalender:
  - Heilige Lydia van Thyateira († 1e eeuw)
  - Heilige Nikodemus (van Jeruzalem) († 1e eeuw)
  - Heilige Waltheof van Melrose († c. 1160)
  - Heilige Gamaliël († 50)
  - Heilige Marana van Syrië († c. 450)
  - Zalige José Guardiet y Pujol († 1936)
  - Zalige Godfried (van Louden) († 1255)
  - Vinding van het lichaam van Stefanus († 415)

## Weerextremen

### Nederland
| | Officiële records | Officiële records | Officiële records |      | Landelijke records | Landelijke records | Landelijke records            |
| Gebeurtenis | Jaar              | Extreem           | Locatie           | Jaar | Extreem            | Locatie            |                               |
| --- | ----------------- | ----------------- | ----------------- | ---- | ------------------ | ------------------ | ----------------------------- |
| Laagste etmaalgemiddelde temperatuur (°C) | 1909              | 12,8              | De Bilt           |      | 1909               | 11,7               | Maastricht                    |
| Hoogste etmaalgemiddelde temperatuur (°C) | 1990              | 25,3              | De Bilt           |      | 1990               | 26,8               | Maastricht                    |
| Laagste minimumtemperatuur (°C) | 1929              | 4,1               | De Bilt           |      | 1929               | 3,9                | Eelde                         |
| Hoogste minimumtemperatuur (°C) | 1982              | 17,7              | De Bilt           |      | 1990               | 21,3               | Vlissingen                    |
| Laagste maximumtemperatuur (°C) | 1959              | 16,4              | De Bilt           |      | 1909               | 14,1               | De Kooy                       |
| Hoogste maximumtemperatuur (°C) | 1990              | 33,5              | De Bilt           |      | 1986               | 35,9               | Maastricht                    |
| Hoogste uurgemiddelde windsnelheid (m/s) | 1930, 1949        | 10,8              | De Bilt           |      | 2017               | 19,0               | Houtribdijk, IJmuiden         |
| Hoogste windstoot (m/s) | 1966              | 23,1              | De Bilt           |      | 1985               | 28,3               | De Kooy                       |
| Langste zonneschijnduur (uur) | 1975              | 14,1              | De Bilt           |      | 1957 1996          | 14,5 14,5          | Vlissingen Hoorn Terschelling |
| Langste neerslagduur (uur) | 1950              | 12,5              | De Bilt           |      | 2016               | 13,1               | Ell                           |
| Hoogste etmaalsom van de neerslag (mm) | 1950              | 34,2              | De Bilt           |      | 1980               | 66,3               | De Kooy                       |
| Laagste etmaalgemiddelde relatieve vochtigheid (%) | 1982              | 50                | De Bilt           |      | 1990               | 33                 | Maastricht                    |
| Laagste uurwaarde luchtdruk op zeeniveau (hPa) | 2023              | 988,9             | De Bilt           |      | 2023               | 986,3              | Vlieland                      |
| Hoogste uurwaarde luchtdruk op zeeniveau (hPa) | 1981              | 1029,6            | De Bilt           |      | 1981               | 1029,7             | De Kooy                       |
| Officiële records worden altijd gemeten op het KNMI-weerstation in De Bilt. Landelijke records kunnen worden gemeten op elk officieel KNMI-weerstation in Nederland. |                   |                   |                   |      |                    |                    |                               |

Uitzonderlijke gebeurtenissen
- 1940 - Officieel hoogste minimumtemperatuur in °C van het jaar gemeten in De Bilt: 14,2
- 1948 - Hoogste landelijke etmaalsom van de neerslag: 208 mm gemeten in Voorthuizen.[6]
- 1963 - Officieel hoogste minimumtemperatuur in °C van het jaar gemeten in De Bilt: 16,2. Samen met 8 juni
- 1990 - Officieel hoogste minimumtemperatuur in °C van het jaar gemeten in De Bilt: 17,6
- 2015 - Laatste officiële tropische dag van het jaar (maximumtemperatuur ≥ 30 °C in De Bilt)
- 2018 - 23e dag van hittegolf in grote delen van het land. Daarmee wordt het record van een regionale hittegolf uit 1994 gebroken.[7]

### België
Dagrecords
- 1959 - Laagste etmaalgemiddelde temperatuur 13,1 °C
- 1990 - Hoogste etmaalgemiddelde temperatuur 27,1 °C
- 1908 - Laagste minimumtemperatuur 7,1 °C
- 1990 - Hoogste maximumtemperatuur 34,9 °C
- 2008 - Hoogste etmaalsom van de neerslag 36,4 mm

Uitzonderlijke gebeurtenissen
- 1903 - In Grand-Manil (Gembloers) wordt een kleine tornado gezien.
- 1938 - Maximumtemperatuur tot 35,5 °C in Leopoldsburg.
- 1942 - 207,3 mm neerslag in 30 dagen – van 5 juli tot 3 augustus – valt er in Ukkel (waarde overschreden in juni/juli 1980).
- 1956 - 54 mm water in Veurne.
- 1963 - 58 mm neerslag in Westmalle (Malle).
- 1968 - Tornado veroorzaakt schade in Merelbeke, nabij Gent.
- 1980 - Hoge minima in het hele land. In Ukkel zakt de temperatuur niet beneden 21,3 °C.
- 1986 - Maximumtemperatuur in Kleine-Brogel (Peer): 37,2 °C.
- 1986 - Tornado's met veel schade in de streek van Rance (Sivry) en van Hamme, in het Land van Waas.
- 2002 - In Oostende vallen tijdens onweer hagelstenen zo groot als knikkers. Elders richt de hagel schade aan en hoopt deze zich op tot een laag van ongeveer 10 cm.

<< · 1 · 2 · 3 · 4 · 5 · 6 · 7 · 8 · 9 · 10 · 11 · 12 · 13 · 14 · 15 · 16 · 17 · 18 · 19 · 20 · 21 · 22 · 23 · 24 · 25 · 26 · 27 · 28 · 29 · 30 · 31 · >>